# Acarichthys
Acarichthys es un género de la familia cichlidae del orden perciformes. Este género posee una sola especie (género monotípico). El género está estrechamente aliado con el género Guianacara.

## Distribución
Se encuentra en Brasil y Guayana Británica.

## Especies
- Acarichthys heckelii

## Características
Su única especie tiene las siguientes características:
- Tonos amarillo - naranja y escamas perladas formando líneas horizontales.
- Iridiscencia en todas sus aletas.
- Terminaciones de las aletas muy desarrolladas y con aspecto peculiar.
- Franja negra vertical desde su ojo y mancha circular en el centro del cuerpo.